# Jørn Sloth
Jørn Sloth, född 5 september 1944 i Sjørring, är en dansk schackspelare. Han blev den åttonde världsmästaren i korrespondensschack i en final som sträckte sig mellan 1975 och 1980. Han blev därmed den yngste världsmästaren i korrespondensschack genom tiderna.